# Vranići
Vranići es un pueblo ubicado en el municipio de Čačak, en el distrito de Moravica, Serbia.

## Superficie
Posee una superficie de 4,813 kilómetros cuadrados.

## Demografía
Según el censo de 2022 la población era de 441 habitantes, con una densidad de población de 91,62 habitantes por kilómetro cuadrado. La población total de hombres y mujeres era de 204 y 237 respectivamente. Por edades, los grupos se conformaban de la siguiente manera: 56 los menores de edad y adolescentes (0-17 años), 243 al grupo de adultos (18-64 años) y 142 las personas de la tercera edad (mayores de 65 años).